# McLaren MP4-19
El McLaren MP4-19 fue un monoplaza de Fórmula 1 que fue construido por McLaren para la temporada 2004. Fue diseñado por Adrian Newey y manejado por Kimi Räikkönen y David Coulthard. Fue descrito como una "versión depurada" del malogrado McLaren MP4-18, pero no fue un automóvil exitoso. El equipo sufrió varios problemas relacionados con la fiabilidad al comienzo de la temporada, con ocho retiradas en cinco carreras. A mitad de temporada, se necesitaba un nuevo coche, el MP4-19B. Este era un automóvil completamente nuevo con un paquete aerodinámico radicalmente rediseñado. Los resultados fueron inmediatamente positivos y dieron al equipo la esperanza de un mejor final de la temporada. Coulthard clasificó tercero para la primera carrera del MP4-19B en el Gran Premio de Francia, seguido de otros puntos y podios de ambos pilotos. La mejora finalmente se justificó cuando Räikkönen dio al equipo su única victoria de la temporada cuando ganó el Gran Premio de Bélgica.
Durante la mayor parte de la temporada, el MP4-19 presentaba un diseño estrecho con forma de aguja, visto por primera vez en el MP4-18. Una nariz más ancha y plana fue probada en el Gran Premio de Italia, pero no fue retenida. Esto luego se trasladaría al MP4-20 en 2005, mientras que la punta de aguja se reutilizaría en el MP4-21 en 2006.
El equipo finalmente terminó quinto en el Campeonato de Constructores con 69 puntos.

## Resultados

### Fórmula 1
(Clave) (negrita indica pole position) (cursiva indica vuelta rápida)

| Año  | Motor               | Neu. | N.º | Pilotos         | 1   | 2   | 3   | 4   | 5   | 6   | 7   | 8   | 9   | 10  | 11  | 12  | 13  | 14  | 15  | 16  | 17  | 18  | Puntos | Pos. |
| ---- | ------------------- | ---- | --- | --------------- | --- | --- | --- | --- | --- | --- | --- | --- | --- | --- | --- | --- | --- | --- | --- | --- | --- | --- | ------ | ---- |
| 2004 | Mercedes FO110Q V10 | M    |     |                 | AUS | MYS | BHR | SMR | ESP | MON | EUR | CAN | USA | FRA | GBR | GER | HUN | BEL | ITA | CHN | JPN | BRA | 69     | 5º   |
| 2004 | Mercedes FO110Q V10 | M    | 5   | David Coulthard | 8   | 6   | Ret | 12  | 10  | Ret | Ret | 6   | 7   | 6   | 7   | 4   | 9   | 7   | 6   | 9   | Ret | 11  | 69     | 5º   |
| 2004 | Mercedes FO110Q V10 | M    | 6   | Kimi Räikkönen  | Ret | Ret | Ret | 8   | 11  | Ret | Ret | 5   | 6   | 7   | 2   | Ret | Ret | 1   | Ret | 3   | 6   | 2   | 69     | 5º   |

- [1][2]